# Peter Warrick
Peter L. Warrick (Bradenton, 19 giugno 1977) è un ex giocatore di football americano statunitense che ha militato nel ruolo di wide receiver nella National Football League (NFL) e nella Indoor Football League.

## Carriera
Al college Warrick giocò a football a Florida State, vincendo il campionato NCAA nel 1999 e venendo premiato due volte come All-American. Fu scelto dai Cincinnati Bengals come quarto assoluto nel Draft NFL 2000. Nelle prime tre stagioni con la squadra non ricevette mai più di 667 yard. Nel 2003 ebbe la sua miglior stagione a livello statistico, ricevendo 79 passaggi per 819 yard e 7 touchdown, oltre a 143 yard su corsa e 273 yard su ritorno di punt, oltre a un altro touchdown.
Warrick saltò la maggior parte della stagione 2004 e il ricevitore T.J. Houshmandzadeh, una scelta del settimo giro del Draft 2001, lo sostituì come secondo ricevitore della squadra, finendo con l'avere la miglior stagione in carriera. Warrick fu svincolato dai Bengals prima dell'inizio della stagione 2005.
Warrick firmò così per la stagione 2005 con i Seattle Seahawks. Fu raramente titolare e concluse con 11 ricezioni per 180 yard e 6 ritorni di punt per 29 yard. Tuttavia, nella maggior parte dei playoff e nel Super Bowl XL, Warrick fu il punt returner titolare. Il suo ritorno di punt da 12 yard nel Super Bowl aiutò i Seahawks a segnare i primi punti della partita. In seguito ebbe un ritorno di punt da 34 yard che fu annullato per una penalità. Concluse il Super Bowl XL con 4 ritorni di punt per 27 yard nella sconfitta contro i Pittsburgh Steelers.
Il 2 settembre 2006 Warrick fu svincolato dai Seahawks dopo la pre-stagione. Fece dei provini con i New York Giants e con i Bengals ma non firmò con nessuna delle due squadre. In seguito fece parte di diverse squadre delle leghe minori e anche della Canadian Football League ma scese in campo solo con i Bloomington Extreme della Indoor Football League nel 2009.

## Palmarès
- National Football Conference Championship: 1

Seattle Seahawks: 2005